# بخش عنبران
بخش عنبران یکی از بخش‌های تابعه شهرستان نمین در استان استان اردبیل ایران است. مرکز این بخش شهر عنبران می‌باشد. مردم بخش عنبران اهل سنت شافعی هستند و به زبان تالشی سخن می‌گویند.

## تقسیمات کشوری
- بخش عنبران
  - دهستان عنبران
  - دهستان میناباد

شهرها: عنبران

## جمعیت
بنابر سرشماری مرکز آمار ایران، جمعیت بخش عنبران شهرستان نمین در سال ۱۳۸۵ برابر با ۱۰۵۹۳ نفر بوده است.